# Chancy Croft

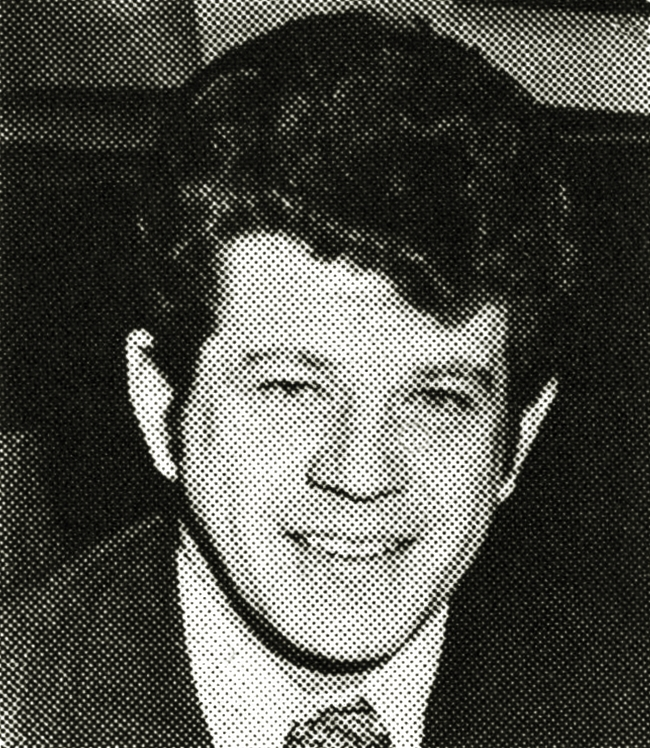
Chancy Croft

Leland Chancy Croft (* 21. August 1937 in Odessa, Texas; † 30. August 2022 in Anchorage, Alaska) war ein US-amerikanischer Politiker der Demokratischen Partei, der unter anderem zwischen 1975 und 1976 Präsident des Senats von Alaska sowie bei der Wahl am 7. November 1978 Kandidat der Demokraten für das Amt des Gouverneurs von Alaska war.

## Leben
Leland Chancy Croft, Sohn von Leland Reynolds Croft (1898–1984) und dessen Ehefrau Dorothy Elizabeth Croft (1910–2009), absolvierte nach dem Schulbesuch zunächst ein grundständiges Studium, welches er mit einem Bachelor of Arts beendete. Ein darauf folgendes Studium der Rechtswissenschaften University of Texas at Austin schloss er mit einem Bachelor of Arts LL.B.) ab. Nach seiner Zulassung bei der Anwaltskammer von Texas (Texas Bar Association) nahm er eine Tätigkeit als Rechtsanwalt auf und ließ sich nach seiner Zulassung bei der Alaska Bar Association als Rechtsanwalt in Anchorage nieder. Croft, der zeitweise Vorstandsmitglied der Alaska Legal Services Corporation war, verfügte auch über eine anwaltliche Zulassung der American Bar Association (ABA).
Am 5. November 1968 wurde er im Wahlkreis 08 zum Mitglied des Repräsentantenhauses gewählt, des Unterhauses der Alaska Legislature, und gehörte diesem von 1969 bis 1970 an. Am 3. November 1970 wurde er Mitglied des Senats von Alaska, des Oberhauses der Alaska Legislature, und gehörte diesem von 1971 bis 1978 an. Während dieser Zeit war er Vorsitzender des Ausschusses für Auswirkungen der Trans-Alaska-Pipeline (Pipeline Impact Committee) und wurde am 2. Januar 1975 als Nachfolger des Republikaners Terry Miller zum Präsidenten des Senats gewählt und bekleidete dieses Amt bis 1976, woraufhin sein Parteifreund John Rader ihn ablöste.
Bei der Wahl am 7. November 1978 war Chancy Croft Kandidat der Demokraten für das Amt des Gouverneurs von Alaska. Bei der Wahl erhielt er 25.656 Stimmen (20,22 Prozent) und belegte damit nach dem wieder zum Gouverneur gewählten Jay Hammond von der Republikanischen Partei (49,580 Stimmen, 39,07 Prozent) und dem ehemaligen Gouverneur und früheren US-Innenminister Walter Hickel (33.555 Stimmen, 26,44 Prozent) lediglich den dritten Platz.
Croft, Fachmann für Fragen der Arbeitnehmerentschädigung, wurde 1988 von Gouverneur Steve Cowper zum Mitglied der Governor’s Commission on Workers’ Compensation Reform berufen und war zwischen 1995 und 2003 Mitglied des Verwaltungsrates der University of Alaska sowie als Nachfolger von Michael Burns von 001 bis zu seiner Ablösung durch Brian D. Rogers Vorsitzender dieses Verwaltungsrates.
Aus seiner 1963 geschlossenen Ehe mit Toni Williamson Croft (1942–2022) gingen drei Kinder hervor, darunter der Unternehmer und Politiker Eric Croft (*	1964), der zwischen 1997 und 2006 für die Demokratische Partei ebenfalls Mitglied des Repräsentantenhauses von Alaska war.